# The Babystars
The Babystars sono una band giapponese. Sono principalmente conosciuti per aver scritto la terza sigla d'apertura di One Piece, Hikari E, usata come apertura dall'episodio 116 all'episodio 168 dell'anime. In seguito, nel 2004, il loro settimo singolo, SUNDAY, è stato utilizzato come prima sigla di chiusura dell'anime Yakitate!! Japan. Il 31 maggio 2006, Yōsuke Ichikawa ed Asami Tomaru hanno lasciato il gruppo.

## Formazione

### Formazione attuale
- Akihito Tanaka (田中 明仁?, Tanaka Akihito) - voce
- Rikiya Takahashi (高橋 りきや?, Takahashi Rikiya) - chitarra

### Ex componenti
- Yōsuke Ichikawa (市川 洋介?, Ichikawa Yōsuke) - tastiera
- Tomaru Asami (浅見 トマル?, Asami Tomaru) - batteria

## Discografia

### Album in studio
- 2003 - Babisuta
- 2004 - laugh → love
- 2007 - LIFE

### Singoli
- 2002 - Hikari E (ヒカリへ)
- 2002 - Nande (なんで)
- 2003 - Orange (オレンジ)
- 2003 - Young Young Young (ヤング・ヤング・ヤング)
- 2004 - Sari Yuku Kimi E (去りゆく君へ)
- 2004 - Natsu no Chikara (夏のちから)
- 2004 - SUNDAY
- 2006 - WORLD